# Психо 2
Психо 2 (енгл. Psycho II) је амерички слешер филм из 1983. године, режисера Ричарда Френклина и сценаристе Тома Холанда, док су у главним улогама Ентони Перкинс, Вера Мајлс, Мег Тили и Роберт Лоџа. Први је наставак филма Психо, Алфреда Хичкока и други је филм у истоименом серијалу. Смештена 22 године након првог филма, радња прати Нормана Бејтса након што је пуштен из менталне болнице и вратио се својој кући и мотелу Бејтс, како би наставио нормалан живот. Међутим, његова проблематична прошлост наставља да га прогони. Филм није повезан са романом Психо 2 из 1982. године, који је написао Роберт Блок као наставак свог романа Психо.
Док је припремао филм, студио је унајмио Холанда да напише потпуно другачији сценарио, док је аустралијски режисер Ричард Френклин, који је једно време био Хичкоков ученик, унајмљен за режију. Ово је био дебитантски амерички филм Ричарда Френклина.
Филм је реализован 3. јуна 1983. године, зарадивши преко 34 милиона долара, наспрам буџета од 5 милиона долара. Добио је мешане до позитивне критике од филмских критичара. Прати га наставак Психо 3 из 1986. године.

## Радња
Норман Бејтс тек што је пуштен из установе за ментално оболеле у којој је провео 22 године. И поред неслагања и примедби Лајле Крејн Лумис, сестре једне од Норманових жртава, он је проглашен нормалним и враћа се кући.

## Улоге
| Глумац            | Улога                 |
| ----------------- | --------------------- |
| Ентони Перкинс    | Норман Бејтс          |
| Вера Мајлс        | Лајла Крејн Лумис     |
| Мег Тили          | Мери „Самјуелс” Лумис |
| Роберт Лоџа       | др Бил Рејмонд        |
| Денис Франц       | Ворен Туми            |
| Хју Гилин         | шериф Џон Хант        |
| Роберт Алан Браун | Ралф Статлер          |
| Клаудија Брајар   | Ема Спул              |